# Армансон
Армансон (фр. Armançon) је река у Француској. Дуга је 202 km. Улива се у Јону. 